# Палисада (муниципалитет)
Палиса́да (исп. Palizada) — муниципалитет в Мексике, штат Кампече, с административным центром в одноимённом городе. Численность населения, по данным переписи 2020 года, составила 8683 человека.

## Общие сведения
Название происходит от растущего здесь логвуда — натурального красителя. Первоначальное название города (впоследствии позаимствованное и для муниципалитета) — Сан-Хоакин-Палотада (исп. San Joaquín de la Palotada), как раз и произошло от свойств этого дерева: palo — полено, дерево и tinto — краситель. В дальнейшем название было изменено на Сан-Игнасио-Эмпалисада (исп. San Ignacio de la Empalizada), а затем сокращено до нынешнего названия — Палисада.
Площадь муниципалитета равна 2187,1 км², что составляет 3,8 % от общей площади штата, а наиболее высоко расположенное поселение Эль-Покар находится на высоте 19 метров.
На севере и востоке Палиса́да граничит с другим муниципалитетом — Карменом, на юге и западе с другим штатом Мексики — Табаско, а на севере берега муниципалитета омываются водами лагуны Терминос Мексиканского залива, в который впадает протекающая по территории муниципалитета река Палисада и её притоки — Вьеха и Лимонар.

## Учреждение и состав
1 января 1916 года, по указу губернатора, на территории штата были образованы муниципалитеты, в числе которых и Палисада.
По данным 2020 года в его состав входит 130 населённых пунктов, самые крупные из которых:
| Код INEGI                  | Населённый пункт                                                             | Численность населения (2005 год) | Численность населения (2010 год) | Численность населения (2020 год) |
| -------------------------- | ---------------------------------------------------------------------------- | -------------------------------- | -------------------------------- | -------------------------------- |
| 007                        | Всего                                                                        | 8290                             | 8352                             | 8683                             |
| 0001                       | Палисада (исп. Palizada) 18°15′13″ с. ш. 92°05′27″ з. д.                     | 3061                             | 3089                             | 3485                             |
| 0110                       | Санта-Исабель (исп. Santa Isabel) 18°20′01″ с. ш. 92°05′43″ з. д.            | 601                              | 630                              | 583                              |
| 0056                       | Эль-Хункаль (исп. El Juncal) 18°02′28″ с. ш. 91°51′51″ з. д.                 | 311                              | 394                              | 551                              |
| 0682                       | Сан-Агустин (исп. San Agustín) 18°15′26″ с. ш. 92°06′39″ з. д.               | 323                              | 239                              | 305                              |
| 0169                       | Санта-Крус (исп. Santa Cruz) 18°17′53″ с. ш. 92°06′29″ з. д.                 | 225                              | 255                              | 285                              |
| 0101                       | Тила (исп. Tila) 18°13′37″ с. ш. 92°03′18″ з. д.                             | 261                              | 268                              | 247                              |
| 0053                       | Исла-де-Сан-Исидро (исп. Isla de San Isidro) 18°15′14″ с. ш. 92°04′46″ з. д. | 70                               | 46                               | 242                              |
| 0032                       | Эль-Куйо (исп. El Cuyo) 18°16′08″ с. ш. 92°05′14″ з. д.                      | 213                              | 196                              | 232                              |
| —                          | Прочие                                                                       | 3225                             | 3235                             | 2753                             |
| Названия на карте Генштаба |                                                                              |                                  |                                  |                                  |

## Экономическая деятельность
По статистическим данным 2000 года, работоспособное население занято по секторам экономики в следующих пропорциях:
- сельское хозяйство, животноводство и рыбная ловля — 52,7 %;
- промышленность и строительство — 10,6 %;
- торговля, сферы услуг и туризма — 33,5 %;
- безработные — 3,2 %.

## Инфраструктура
По статистическим данным 2020 года, инфраструктура развита следующим образом:
- электрификация: 97,4 %;
- водоснабжение: 56,5 %;
- водоотведение: 95,1 %.